# Барак, Аарон
Ааро́н Бара́к, (род. 16 сентября 1936, Каунас, Литовская Республика) — председатель Верховного Суда Израиля, юридический советник правительства Израиля, декан юридического факультета Еврейского университета, в Иерусалиме.

## Биография

### Детство
Аарон Барак (урожд. Арик Брик) родился в 1936 году в Каунасе. Его отец Гирш Брик был юристом, мать Либа (Леа) Брик — учителем. Детство Барак провел в Каунасском гетто. В своей речи, произнесенной в 2002 году, он так описывал этот период:

В июне 1941 года мне было пять лет, когда немцы захватили город Каунас, в котором мы жили. И мы попали в ад.
В Каунасе жило 25 000 евреев и литовцы устроили нам погром, а тех кто выжил после этой резни собрали на одной из площадей города, с примечательным названием «Площадь Конституции». Многие умерли там в давке от удушья и от голода, от случайных выстрелов. Хотя формально в городе соблюдалась законность, всё происходило по приказам сверху.
В 1943 году была «детская акция». Уничтожили всех детей. Чудом мне удалось выжить в этой акции и по чудесному стечению обстоятельств, мы с матерью оказались у литовского крестьянина (по фамилии Ракавичюс), из праведников мира, у которого и скрывались, пока не пришла Красная Армия и не освободила нас

### Начало учёбы
В 1947 году семья Аарона Барака переехала в Палестину и он начал учёбу в известной школе «Рядом с Университетом». По окончании школы продолжил обучение на юридическом факультете Еврейского Университета. В 1958 году получил первую академическую степень по юриспруденции и параллельно изучал экономику и международные отношения. C 1958 по 1960 год служил в Армии Обороны Израиля при бюро экономического советника главнокомандующего. После окончания службы вернулся в университет, где в 1963 году с отличием закончил докторскую работу. Параллельно проходил стажировку у юридического советника правительства Гидеона Клаузнера, однако с момента, когда тот принял участие в суде Эйхмана, Барак предпочел прекратить стажировку, так как, будучи человеком, пережившим Холокост, усматривал личную заинтересованность в процессе.

### Академическая карьера
В 1966—1967 годах продолжал стажировку в Гарвардском Университете, в 1968 году назначен профессором Еврейского Университета, а в 1974 году — деканом юридического факультета этого университета. На этом посту он организовал периодическое издание университета «Мишпатим». В 1975 году Барак стал одним из самых молодых лауреатов Государственной Премии Израиля и в том же году был избран в члены Академии Науки и Искусства США.

### Юридический советник правительства
C 1975 по 1978 год занимал должность Юридического Советника Главы Правительства, на которую был назначен по инициативе министра юстиции Хаима Цадока. На этом посту самыми известными решениями были:
- Решение начать уголовное расследование против Ашера Ядлина, главы больничной кассы «Клалит». В ходе разбирательства Барак ввел норму «тест Бузагло» (фамилия «Бузагло» символизирует простого еврея, выходца из восточных общин, по отношению к которым существовала некоторая неофициальная дискриминация). Ядлин был обвинен во взяточничестве и осужден на пять лет тюремного заключения.
- Решение отдать под суд Лею Рабин, супругу премьер-министра Израиля Ицхака Рабина, за незаконное открытие валютного счета в иностранном банке. Информация о том, что супруга главы правительства имеет незаконные счета в зарубежных банках, была обнародована известным израильским журналистом Даном Маргалитом[4]. (В то время в Израиле было запрещено открывать валютные счета и счета в зарубежных банках.) После увольнения Рабина с поста премьера Барак решил не отдавать Лею Рабин под суд. Своё решение он объяснил тем, что Рабин уже достаточно наказан и нет необходимости в дополнительном наказании[5].
- Решение о возбуждении уголовного расследования в отношении Авраама Офера, министра строительства в правительстве Рабина, по обвинению его в соучастии во взяточничестве. Следствие привело к самоубийству Офера 3 января 1977 года. В предсмертной записке он писал, что в течение многих недель над ним совершается издевательство и суд над ним проводится в средствах массовой информации, проливается его кровь. После самоубийства следствие было приостановлено. Обвинение против Офера никогда не было доказано в суде[6].

В 1978 году глава правительства Израиле Менахем Бегин пригласил Барака к участию в израильско-египетских мирных переговорах. Барак был юридическим советником израильской делегации на Кемп Дэвидской конференции.

### Судья в Верховном Суде
22 сентября 1978 года Аарон Барак вводится в состав Верховного Суда Израиля и становится самым молодым в истории судьей в этом суде. В свете столь быстрой карьеры, он становится объектом внимания прессы и его часто называют "вундеркиндом израильской юстиции.

#### Комиссия Кахана
В 1982—1983 Барак входит в состав «Комиссии Кахана», государственной следственной комиссии по расследованию резни в лагерях беженцев Сабра и Шатила в Бейруте. Комиссия была создана по решению правительства Израиля. Её возглавил председатель Верховного Суда в тот период Ицхак Кахан, и она включала, кроме Барака, генерал-майора запаса Йону Эфрата. Комиссия подвергла жесткой критике деятельность Бегина, рекомендовала отстранить Ариэля Шарона от занимаемой должности министра безопасности Израиля. Кроме того, критике подверглись Начальник Генштаба Армии обороны Израиля Рафаэль Эйтан, глава военной разведки Йехошуа Саги, глава «Моссада». Министериальные аспекты рекомендаций «Комиссии Кахана», носили революционный характер для израильской юстиции.

#### Продолжение судебной карьеры
В 1993 году после ухода с должности Менахема Элона Барак назначается на должность заместителя председателя Верховного Суда, а после выхода на пенсию Меира Шамгара, 13 августа 1995 года он становится председателем Верховного Суда Израиля.

### Председатель Верховного Суда
Во время своей каденции на посту Председателя Верховного Суда Барак значительно расширил диапазон судебной активности. В частности, он отменил принцип «locus standi», согласно которому истцом в суде может выступать только лицо, которому лично был нанесен ущерб в рассматриваемом вопросе.
Он также расширил сферу судебной деятельности, что дало возможность широкому спектру общественных организаций обращаться в Верховный Суд. Это оказало сильнейшее влияние на работу Верховного Суда.
Ещё одним принципом, который Барак привнёс в работу Верховного Суда, можно назвать «юридическую активность». Согласно этому принципу, судья не только дает то или иное толкование закона, но и может заполнять лакуны в законодательстве, активно участвовать в законотворчестве, отменять законы, принятые законодательными органами. Применение этого принципа вызвало большие противоречивые реакции в политической среде Израиля. Со стороны леволиберальных кругов она получила широкую поддержку. Вместе с тем со стороны национально-патриотических кругов эта идея подвергалась жесткой критике.

#### Эволюция юридического подхода
Рассказывая о эволюции своего подхода к решению вопросов, связанных с конфликтами, касающимися оккупированных территорий, Барак говорит, что в первые годы своей судебной деятельности, принимая решения, он пытался прежде всего исходить из определения полномочий Гражданской Администрации (орган израильского управления на спорных территориях). То есть в каждом конкретном случае он пытался понять, имеет ли право институт управления поступать тем или иным образом. Но постепенно его взгляды изменялись, и фокус при принятии решений переместился на соблюдение прав человека. То есть при принятии решений он прежде всего стал исходить из необходимости уважать права как арабского, так и еврейского населения оккупированных территорий. Подобный подход был постепенно принят и в отношении арабского национального меньшинства в Израиле.

#### Назначение преемника
14 сентября 2006 года Барак вышел на пенсию и освободил занимаемую должность. Его преемницей стала судья Дорит Бейниш. Активное вмешательство Барака в процесс назначения преемника также вызвало широкую волну критики. Высказывались также обвинения в политической подоплёке назначения Бейниш на этот пост.

### Продолжение академической работы
После ухода с поста Председателя Верховного Суда Аарон Барак присоединился к группе преподавателей Междисциплинарного Центра в Герцлии. Он также преподает юриспруденцию в Йельском Университете.

## Основные судебные решения
- решение номер 6821/93 — выделяется тем, что в нём Барак впервые указывает на возможность отмены судом действующего закона, если он противоречит, на взгляд судей, Основному Закону о Свободе и Достоинстве, а также Основному закону о свободе трудовой деятельности[16].
- решение номер 4628/93, в котором Барак впервые высказал своё мнение относительно толкования договоров сторон, в котором придал особый вес ситуации, приведшей к заключению договора сторон. Некоторые аспекты этого решения до сих пор считаются спорными[17].

## Семья
Аарон Барак женат на Элишеве Барак-Усоскин, с которой познакомился ещё во время учёбы в университете. Его супруга долгое время занимала должность заместителя председателя Суда по трудовым конфликтам. Сын Авнер — адвокат; дочь Тамар — адвокат, заведует отделом достижения компромиссов в компании «Гума»; дочь Эстер — также адвокат по профессии, но не занимается адвокатской практикой.
После назначения Элишевы Барак на должность заместителя председателя Суда по трудовым конфликтам, журналист Йоав Ицхак обжаловал это назначение, заявляя о противоречии интересов. Барак пообещал, что он не будет вмешиваться в судебные процессы, связанные с работой Трудового суда, и поручил управление этой сферой своему заместителю Шломо Левину.

## Отдельные цитаты
- В политике трудно отделить мнение от того, кто его выражает[19]
- Правда не является единственной ценностью. Суд не ставит своей целью раскрытие правды любой ценой. Правда не единственное, к чему должен стремиться суд. Случается, что раскрытие правды может нанести ущерб человеку, его достоинству, его свободе, его телесной и душевной целостности. В таких случаях суд может отказаться от раскрытия правды. Это не предпочтение правде частных интересов, но уравновешивание между ними. Суд абстрагируется от абсолютных ценностей и принимает во внимание всю сложность человеческого существования, в которой ценности смешиваются. Именно поиск правды заставляет судью искать равновесие между различными ценностями. Там, где есть ценность, есть и противоположная ценность. У всякой тезы есть антитеза, и задача суда — стремиться к синтезу[20].